# Ріхард Тайхманн
Ріхард Тайхман (нім. Річард Teichmann, 24 грудня 1868, Леніч, Саксонія — 12 червня 1925, Берлін) —  німецький шахіст і шаховий композитор, шаховий журналіст.

## Біографія
Ще в молодості Тайхман втратив своє праве око. Вивчав філологію в Єнському та Берлінському університетах. Вперше на нього звернули увагу після перемоги на турнірі берлінського шахового товариства в 1890 — 1891 роках. Закінчивши Берлінський університет, проживав у Лондоні (від 1892 до 1908 року).
Найбільшим успіхом була перемога на турнірі в Карлсбаді 1911 року.

## Спортивні досягнення
| Рік  | Змагання                                                    | +  | - | =  | Очки     | Місце |
| ---- | ----------------------------------------------------------- | -- | - | -- | -------- | ----- |
| 1894 | Лейпциг, міжнародний турнір Німецького шахового союзу       | 10 | 3 | 4  | 12 з 17  | 3     |
| 1895 | Гастінгс, міжнародний турнір                                | 8  | 6 | 7  | 11½ з 21 | 7-8   |
|      | Лондон, матч проти Ж. Мізеса                                | 4  | 1 | 4  | 6 з 9    |       |
| 1902 | Монте-Карло, міжнародний турнір                             | 12 | 3 | 4  | 14 з 19  | 4     |
| 1903 | Монте-Карло, міжнародний турнір                             |    |   |    | з        | 5     |
| 1905 | Остенде, міжнародний турнір                                 | 8  | 6 | 12 | 14 з 26  | 5-6   |
| 1906 | Остенде, міжнародний турнір (група переможців)              |    |   |    | з        | 4-6   |
| 1907 | Остенде, міжнародний турнір (турнір майстрів)               | 14 | 6 | 8  | 18 з 28  | 6     |
|      | Карлсбад, 1-й міжнародний турнір                            | 7  | 4 | 9  | 11½ з 20 | 7-8   |
| 1908 | Відень, міжнародний турнір                                  | 6  | 1 | 12 | 12 з 19  | 5     |
|      | Прага, міжнародний турнір                                   | 6  | 1 | 12 | 12 з 19  | 5     |
| 1909 | Петербург, міжнародний турнір (конгрес пам'яті М. Чигоріна) | 6  | 4 | 8  | 10 з 18  | 6     |
| 1910 | Гамбург, міжнародний турнір Німецького шахового союзу       | 5  | 2 | 9  | 9½ з 16  | 5-6   |
| 1911 | Карлсбад, 2-й міжнародний турнір                            | 13 | 2 | 10 | 18 з 25  | 1     |
| 1922 | П'єштяни, міжнародний турнір                                |    |   |    | з        | 4-6   |
|      | Бреслау, міжнародний турнір                                 |    |   |    | з        | 3     |
|      | Тепліце-Шанов, міжнародний турнір                           | 2  | 3 | 8  | 6 з 13   | 7     |
| 1923 | Карлсбад, 3-й міжнародний турнір                            | 3  | 2 | 12 | 9 з 17   | 9     |
| 1924 | Берлін, міжнародний турнір (двоколовий турнір)              | 1  | 2 | 3  | 2½ з 6   | 3     |

## Шахи на 99% складаються з тактики
Сьогодні Ріхард Тайхман часто згадується як автор фрази Шахи на 99% складаються з тактики. Ця фраза однак не зустрічається в жодній із його публікацій. Зважаючи на все, він сказав це в приватній бесіді зі швейцарським майстром Ервіном Фельльмі, який пізніше опублікував серію книг з тактики, і в одній з них він згадав: ... багато років тому великий майстер і вчитель Тайхман сказав мені (причому трохи перебільшив): “Шахи на 99% складаються з тактики”.'